# Thizay, Indre-et-Loire
Thizay är en kommun i departementet Indre-et-Loire i regionen Centre-Val de Loire i de centrala delarna av Frankrike. Kommunen ligger i kantonen Chinon som tillhör arrondissementet Chinon. År 2022 hade Thizay 302 invånare.

## Befolkningsutveckling
Antalet invånare i kommunen Thizay
Referens:INSEE